# Irská ragbyová reprezentace

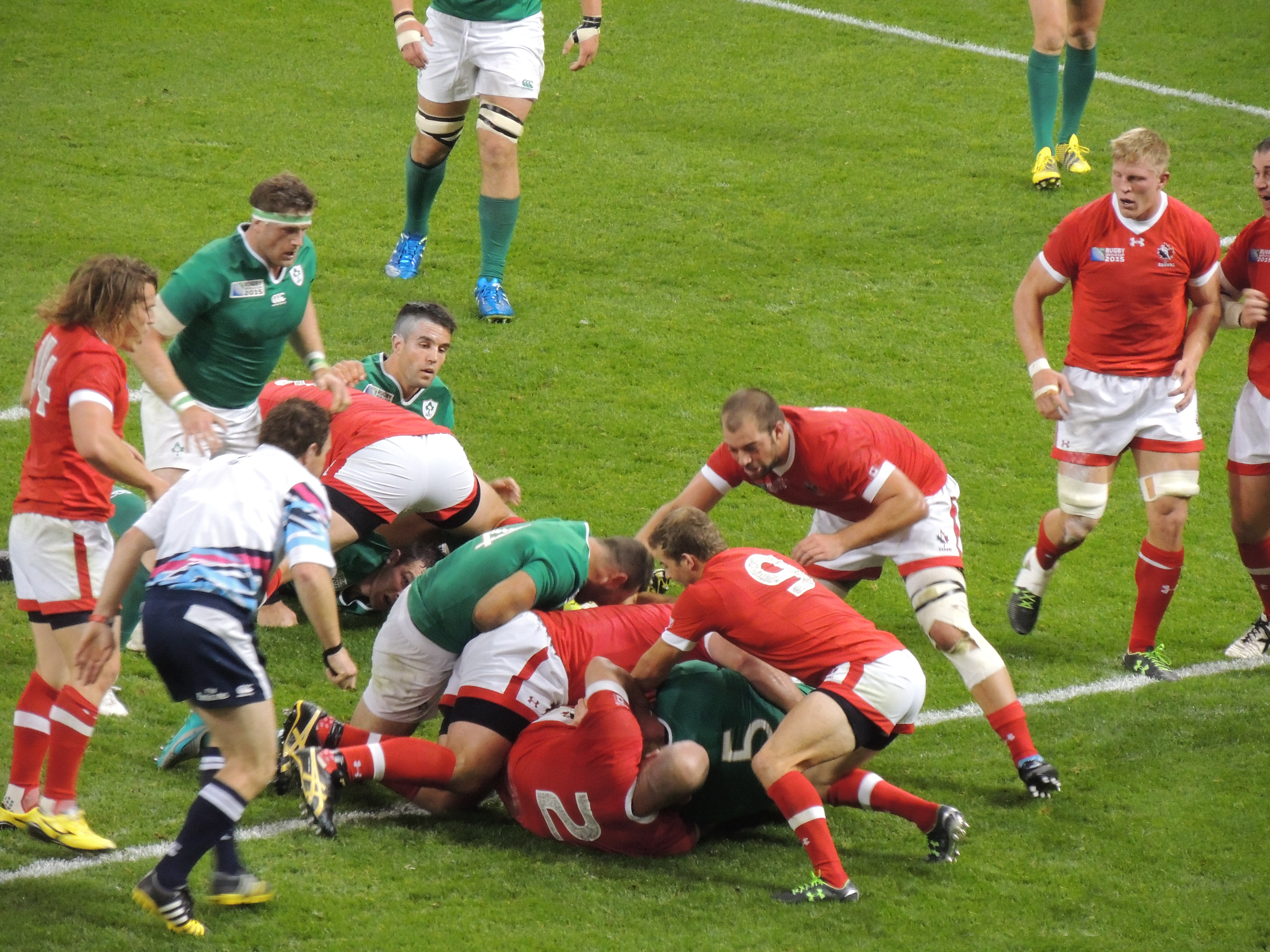
Skládka v utkání mezi Irskem (zelené dresy) a Kanadou

Irská ragbyová reprezentace  reprezentuje celý ostrov Irsko na turnajích v rugby union. Irsko se zatím zúčastnilo všech MS v ragby. V osmi případech skončili ve čtvrtfinále. Nejblíže postupu do semifinále byli na MS 1991, kde podlehli ve čtvrtfinále 18:19 pozdějšímu vítězi Austrálii. K 23.10.2023 jim patřilo 3. místo ve světovém ragbyovém žebříčku. Společně s Walesem, Skotskem, Anglií a Francií pořádali MS 1991.  

## Historie
První zápas odehrálo Irsko 15. února 1875 proti Anglii a prohrálo 0:7.

## Pohár šesti národů
Irská ragbyová reprezentace se každoročně účastní Poháru šesti národů, který vyhrála dohromady 15krát, naposledy v roce 2023.

## Mistrovství světa
| Rok  | Dějiště finálového zápasu | Umístění                              |
| ---- | ------------------------- | ------------------------------------- |
| 1987 | Nový Zéland               | čtvrtfinále (prohra s Austrálii)      |
| 1991 | Anglie                    | čtvrtfinále (prohra s Austrálii)      |
| 1995 | Jižní Afrika              | čtvrtfinále (prohra s Francii)        |
| 1999 | Wales                     | baráž o čtvrtfinále                   |
| 2003 | Austrálie                 | čtvrtfinále (prohra s Francii)        |
| 2007 | Francie                   | základní skupina                      |
| 2011 | Nový Zéland               | čtvrtfinále (prohra s Walesem)        |
| 2015 | Anglie                    | čtvrtfinále (prohra s Argentinou)     |
| 2019 | Japonsko                  | čtvrtfinále (prohra s Novým Zélandem) |
| 2023 | Francie                   | čtvrtfinále (prohra s Novým Zélandem) |